# Pierre Petry
Pour les articles homonymes, voir Petry.
Pierre Petry, né le 26 février 1945 à Liège et mort le 11 février 2017 à Herstal, est un sculpteur belge.

## Biographie
Formé à l'académie des beaux-arts de Liège, où il est l'élève de Jean Debattice, de Henri Brasseur et de Mady Andrien, il est boursier de la fondation Lambert Darchis et séjourne à Rome et à Vérone (1971-1973). Il est nommé professeur à l'académie des beaux-arts de Liège en 1974.

## Œuvres
- 1966 : Les Bourgeois, au pied Pont Baudouin, à Huy
- 1976 : Le mouton, au parc de la Boverie, à Liège.

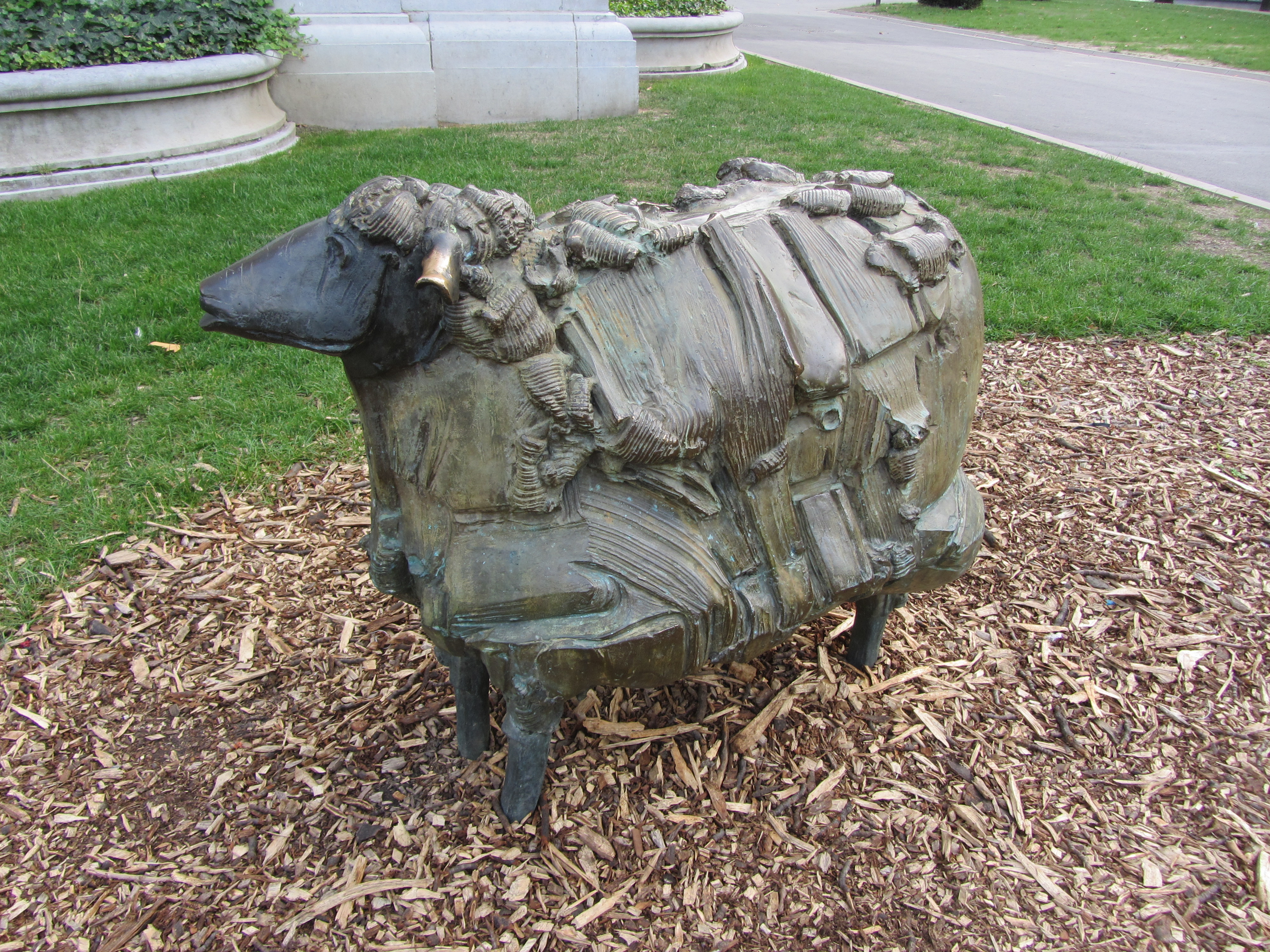
Le mouton de Pierre Petry